# Susqueda
Susqueda este o localitate în Spania în comunitatea Catalonia în provincia Girona. În 2006 avea o populație de 112 locuitori, situat la nord-vest de regiune și în limita cu cele de Osona și Garrocha și traversată de râul Ter, care în termenul municipal formează barajul din Susqueda. Capitala municipală este Sant Martí de Sacalm. Acesta include, de asemenea, centrele de populație din El Coll, El Far și Susqueda, care îi conferă municipalității numele.

## Economie
Principala sursă economică este producerea de energie hidroelectrică în rezervorul Susqueda.

## Istoric
Nucleul populației actuale este de construcții recente, deoarece cel vechi a fost dezmembrat pentru a construi mlaștina lui Susqueda.

## Conflictele politice
În prezent, orașul se confruntă cu o situație de conflict de vecinătate provenind din acuzații de corupție și de denunțuri de natură diferită între mai mulți vecini și regizorul grupului, până la momentul în care unul dintre consilierii săi a trebuit să ia escorta permanentă.
1. ↑  Nomenclátor Geográfico de Municipios y Entidades de Población (20240402 edition)
2. 1 2   http://www.idescat.cat/pub/?id=aec&n=925&t=2016 Lipsește sau este vid: |title= (ajutor)